# Discodance
Disco Dance ist eine Street Dance Tanzsportart.

## Stil
Disco Dance besteht aus Bewegungen von Freestyle und Jazz. Stellenweise enthält der Tanz aber auch Bewegungen von DanceArobic, Videoclip-Tanzen und ShowDance. Er unterscheidet sich dabei deutlich vom HipHop und D4F (Dance for Fans). Sehr dominant beim Disco Dance sind die schnellen Körperbewegungen. Choreographien werden entweder von einem Lehrer oder Trainer vorgegeben, vom Tänzer selbst entworfen oder einfach frei improvisiert. Dabei sind die Choreographien nicht an eine bestimmte Musik gebunden und somit auf jeden Titel tanzbar. Als Musik werden meistens Remixe von aktuellen Top-Ten-Hits genommen, wichtig dabei sind treibende Beats und die Tempovorgaben.

## Kategorien und Musik
Disco Dance wird in die Kategorien Solo male, Solo female, Female Duo, Male Duo, Mixed Duo, Small group und Formation eingeteilt. Dabei unterscheidet sich je nach Kategorie das Tempo der Musik und ihre Dauer:
Solo / Duo
Tempo: 33-35 Takte pro Minute
(132 - 140 Beats pro minute)
Dauer: 1 Minute
Small Group
Tempo: 33 - 35 Takte pro Minute
(132 - 140 Beats pro minute)
Dauer: 2 Minuten (Kinder 1:30 Minuten)
Formation
Tempo: 30-38 Takte pro Minute
(120 - 152 Beats pro minute)
Dauer: min. 2:30 Minuten, max. 3 Minuten

## Altersklassen
Disco Dancer werden vor dem Start bei einem Wettkampf in verschiedene Altersgruppen eingeteilt. Dabei dient der Personalausweis oder eine Kopie als Altersnachweis.
Hierbei gilt für 2019:
| Altersklasse | Jahrgang: (von bis)        |
| ------------ | -------------------------- |
| Mini Kids    | 2012 (oder später geboren) |
| Kinder       | 2008 (oder später geboren) |
| Junioren     | 2004- 2007                 |
| Hauptgruppe  | 2003 (oder früher geboren) |
| Jungsenioren | 1988 (oder früher geboren) |